# Julio Pereyra
Julio J. Pereyra Mele (3 gennaio 1963 – 18 novembre 2016) è stato un cestista e allenatore di pallacanestro uruguaiano.

## Carriera
Con l'Uruguay ha disputato i Giochi olimpici di Los Angeles 1984 e due edizioni dei Campionati americani (1984, 1993).